# Mesoleptus purus
Mesoleptus purus là một loài tò vò trong họ Ichneumonidae.